# Dichondra brevifolia
Dichondra brevifolia är en vindeväxtart som beskrevs av J. Buch. Dichondra brevifolia ingår i släktet njurvindor, och familjen vindeväxter. Inga underarter finns listade i Catalogue of Life.